# Bad Company (электронная группа)
Bad Company (Бэ́д Ко́мпани, другие названия — )EI3( и Bad Company UK) — британская группа, исполняющая музыку в жанре драм-н-бейс. Участники группы — Джейсон Мальдини (англ. Jason Maldini, псевдоним — Maldini), Даррен Уайт (англ. Darren White, псевдоним — D-Bridge), Дэн Стейн (англ. Dan Stein, псевдоним — DJ Fresh) и Майкл Войцицкий (пол. Michael Wojcicki, псевдоним — Vegas).

## История
История Bad Company берёт начало во второй половине 1990-х — именно тогда четырёх музыкантов свёл вместе один из старейших dnb-лейблов Renegade Hardware. До объединения Мальдини и Уайт уже работали вместе под общим псевдонимом Absolute Zero, Стейн и Войцицкий также некоторое время работали в дуэте. Однако, лишь объединение в квартет раскрыло истинный творческий потенциал музыкантов и сделало их одними из классиков драм-н-бейса конца последнего десятилетия XX века.
Наиболее известной композицией коллектива является легендарная «The Nine», выпущенная собственной звукозаписывающей компанией BC Recordings в 1998 году. Композиция произвела неизгладимое впечатление на dnb-сообщество и по сей день является одним из самых выдающихся и примечательных творений того периода. Жанрообразующий трек «The Nine» — это классический представитель индустриального, механистического, «тёмного» драм-н-бейса, во многом повлиявший на дальнейшее развитие жанра и определивший ведущее настроение в профильной культуре.
Следующая примечательная работа группы — мини-альбом под названием «The Fear» — продолжила традиции «The Nine»: все четыре композиции характеризуются холодным и беспросветным настроением, дарк-эмбиентными мотивами, высоким темпом и энергетичностью.
В 2000 году выходит первый альбом группы — «Inside the Machine». Вместе с ним в музыке Bad Company появляются светлые мотивы (например, композиции «Trick of the Light», «Colonies», «Deadside» и «Hunted»), однако, ведущими настроениями по-прежнему остаются обречённость и холодность. Вместе с тем, музыка сохраняет крайнюю танцевальную направленность и энергетику — такие композиции, как «Nitrous» и «Hunted» приветствуются ценителями жанра по всему миру. Популярность и востребованность группы стремительно растёт — в конце концов в том же году коллектив принимает решение выпустить второй альбом под названием «Digital Nation». Рассказывая о причинах столь скорого выпуска пластинки, Стейн подмечает: «…Нами было написано довольно много треков, которые мы в конце концов решили не публиковать. А потом стали появляться люди, недоумевающие и не понимающие, почему тот или иной трек не публикуется — когда мы говорили им, что трека больше нет, они просто не могли в это поверить! Поэтому мы приняли решение выпустить ещё один альбом наших лучших работ прошлого года.»
Стиль «Digital Nation» значительно разнится со всеми предыдущими наработками группы. Безальтернативная холодность и мрачность времён «The Fear» и «Inside the Machine» отходят в сторону, уступая место целому букету настроений в диапазоне от подчёркнуто-приподнятых (композиции «Hysteria» и «Thin Air») до драматических («Night-Train» и «Digital Nation»), хотя былая скорость и агрессивность музыки сохраняется. В таком ключе выдержан и следующий альбом 2001 года — «Book of the Bad» — выпущенный на виниловых пластинках в трёх частях. Однако, несмотря на значительные изменения в музыке, популярность группы держится на высоком уровне, а такие композиции, как «Ladies of Spain», «Miami» и «Dogs on the Moon» становятся новыми хитами. В этот же период на лейбле Prototype выпускается знаменитый сингл «Planet Dust / Speedball».
В 2002 году творчество группы окончательно отходит от первоначальной концепции «тёмного», глубокого, серьёзного драм-н-бейса, о чём говорит даже название нового и последнего альбома коллектива — «Shot Down on Safari». Тем не менее, диск был охотно принят и пользовался значительной популярностью. Примечательные композиции альбома — «Мо’ Fire», «Hornet» и «Torpedo».
После выпуска четвёртого альбома начался медленный, но верный распад коллектива, обозначившийся уходом из группы лидера — Дэна Стейна (DJ Fresh). Многие поздние композиции для Bad Company писались им в одиночку, и в конце концов музыкант почувствовал необходимость в возврате к сольной карьере. Совместно с другим артистом — Adam F — Стейн организует свой собственный лейбл Breakbeat Kaos, направленность которого во многом аналогична насторениям последнего альбома Bad Company.
Последним релизом Bad Company стал мини-альбом «Ad Infinitum», титульный трек которого — «Bullet Time» — поднялся на вершины великобританских драм-н-бейс хит-парадов. Композиция основана на непродолжительном семпле из саундтрека к фильму «Матрица» и стилистически во многом похожа на раннее творчество группы — в частности, на наследие времён «The Fear EP» и «Inside the Machine». Увы, популярность пластинки не спасла группу от распада — через некоторое время коллектив покидает и Даррен Уайт (D-Bridge). Формально группа прекращает существование, хотя подлейблы BC Recordings и, соответственно, логотип-название )EI3( существуют и по сей день.
В феврале 2016 года все четыре участника проекта вновь объединились и официально объявили о воссоздании группы спустя 11 лет. Одновременно на портале UKF был опубликован новый трек под названием «Equilibrium» и объёмное интервью.

## Название группы
Часто «электронных» Bad Company путают с одноимённой рок-группой 70-80-х. Для того, чтобы избежать неразберихи и проблем с судом, коллектив принимает решение сменить название на Bad Company UK. Кроме того, Стейном была официально подтверждена и рекомендована для использования транскрипция логотипа группы — )EI3( (до этого стилизованные буквы «BC» в зеркальном отражении ошибочно интерпретировались как JEBC или DEIBC). После воссоединения группы в 2016 году логотип немного изменился — )EII3(.
Тем не менее, в подавляющем большинстве случаев в драм-н-бейс-сообществе по-прежнему используется старое название — Bad Company.

## Основная дискография
Примечание: серым цветом помечены не увидевшие свет издания.

### Синглы и EP
- The Nine / The Bridge 12" (BC Recordings, 1998)
- The Fear EP (BC Recordings, 1999)
- The Pulse / China Cup 12" (Prototype, 1999)
- Twisted EP (Virus, 1999)
- Coma / Spraycan 12" (Prototype, 1999)
- Planet Dust / Speedball 12" (Prototype, 2001)
- Dustball / Freeway 12" (Prototype, 2002)
- Spacehopper / Tonight 12" (Ram Records, 2002)
- Rush Hour / Blind 12" (BC Recordings, 2002)
- Ad Infinitum EP (BC Recordings, 2003)

### Альбомы
- Inside The Machine 5x12", 2xCD (BC Recordings, 2000)
- Digital Nation 5x12", CD (BC Recordings, 2000)
- Book Of The Bad 6x12", 2xCD (BC Recordings, 2001)
- Shot Down On Safari 4x12", 2xCD (BC Recordings, 2002)
- Ice Station Zero 2x12", 10xFile (FLAC, MP3, WAV) (RAM Records, 2018)